# Propachyotoma conica
Propachyotoma
Genre
Espèce
Propachyotoma conica, unique représentant du genre Propachyotoma, est une espèce fossile de collemboles de la famille des Isotomidae.

## Distribution
Cette espèce a été découverte dans de l'ambre de Birmanie. Elle date du Crétacé.

## Publication originale
- Christiansen & Nascimbene, 2006 : Collembola (Arthropoda, Hexapoda) from the mid Cretaceous of Myanmar (Burma). Cretaceous Research, vol. 27, p. 318-363.